# 静岡県道27号井川湖御幸線
静岡県道27号井川湖御幸線（しずおかけんどう27ごう いかわこみゆきせん）は、静岡県静岡市葵区を通る県道（主要地方道）である。

## 概要
静岡市北部の井川地区と静岡市街を結ぶ路線で、全線静岡市葵区を通過する。なお、井川地区と静岡市街の間の交通について、葵区落合以北で南側の峠や谷を経由する静岡県道189号三ツ峰落合線および静岡県道60号南アルプス公園線が案内標識などによって優先的に案内される。
路線名に井川湖を冠するが、起点は井川湖ではなく少し離れた大日峠付近である。起点から井川湖へは静岡市道開拓1号線および南アルプス公園線によって通じている。
大日峠から口坂本集落まで下った後、玉川地区の安倍中河内川沿いの各集落を抜ける。途中、葵区落合の玉川橋西詰で三ツ峰落合線と交わる。玉機橋で安倍川を渡り、玉機橋東詰の玉機橋交差点で静岡県道29号梅ケ島温泉昭和線と交わる。玉機橋交差点から竜西橋東詰まで梅ケ島温泉昭和線と重複する。竜西橋で安倍川を渡って右岸を経由した後、曙橋で再び安倍川を渡って左岸に戻る。同区間の左岸には梅ケ島温泉昭和線が通り、曙橋では井川湖御幸線と梅ケ島温泉昭和線が重複する。曙橋以南では左岸を通り、静岡市街に至る。途中、葵区下で静岡県道74号山脇大谷線と新静岡インターチェンジを介して新東名高速道路と接続する。静岡県道208号藤枝静岡線との交点である中町交差点から終点の国道1号との交点までは御幸通りと呼ばれる。御幸通りは官公庁街と静岡駅を結んでいる。
新東名高速道路のアクセス道路として、葵区下（桜峠入口交差点）から安倍川対岸の葵区中ノ郷までの区間が当路線の一部として整備された。架橋された葵大橋は新東名高速道路の安倍川橋と二層構造となっている。開通前、安倍川右岸の美和地区から左岸の静岡市街へ向かう自動車が狩野橋（静岡県道205号大川静岡線）に集中することで渋滞が発生していたが、葵大橋と山脇大谷線の開通によって交通が分散されて渋滞が緩和された。

### 路線データ
- 起点：静岡市葵区井川（大日峠）
- 終点：静岡市葵区御幸町（国道1号交点）
- 総延長：44.7 km
- 愛称：安倍街道、御幸通り

## 歴史
- 1960年（昭和35年）4月1日 - 認定
- 1993年（平成5年）5月11日 - 建設省から、県道井川湖御幸線が井川湖御幸線として主要地方道に指定される[5]。
- 2011年（平成23年）3月 - 葵大橋開通[6]。

## 路線状況

### 重複区間
- 静岡県道29号梅ケ島温泉昭和線（静岡市葵区油島・玉機橋交差点 - 静岡市葵区津渡野、静岡市葵区油山・油山交差点 - 静岡市葵区牛妻・曙橋交差点）

## 地理

### 通過する自治体
- 静岡市（葵区）

### 交差する道路
- 静岡県道189号三ツ峰落合線（静岡市葵区落合）
- 静岡県道29号梅ケ島温泉昭和線（静岡市葵区油島・玉機橋交差点 - 静岡市葵区津渡野）
- 静岡県道29号梅ケ島温泉昭和線（静岡市葵区油山・油山交差点 - 静岡市葵区牛妻・曙橋交差点）
- 静岡県道74号山脇大谷線（静岡市葵区下・桜峠入口交差点） - 静岡市葵区下・新東名入口交差点
- E1A 新東名高速道路 10 新静岡IC・静岡県道74号山脇大谷線 支線（静岡市葵区下）
- 国道1号静清バイパス 昭府インターチェンジ（静岡市葵区昭府）
- 静岡県道354号静岡環状線（静岡市葵区安倍町・安倍町交差点）
- 静岡県道208号藤枝静岡線（静岡市葵区中町・中町交差点）
- 静岡県道67号静岡清水線（静岡市葵区御幸町・江川町交差点）
- 国道1号（静岡市葵区御幸町・静岡駅前交差点、終点）

### 沿線
- 静岡県民の森
- 井川スキー場
- NTT大日峠無線中継所
- 井川テレビ中継局
- 大日峠（旧道）：標高1,117 m。当路線起点より約600 m南南西側
- 安倍中河内川
- 口坂本温泉
- 油野温泉
- 静岡市立玉川中学校
- 静岡市立玉川小学校
- 安倍川
- 静岡市立賤機北小学校
- 静岡市立松野小学校
- 静岡市立賤機中小学校
- 静岡市立賤機中学校
- 静岡市立賤機南小学校
- 賤機山
- 静岡市立井宮北小学校
- 静岡市立末広中学校
- 静岡浅間神社
- 静岡市立安西小学校
- 駿府城
- 静岡県庁
- 静岡市役所
- 葵区役所
- 松坂屋静岡店
- JR東海東海道本線・東海道新幹線 静岡駅